# Przytulia sudecka
Przytulia sudecka (Galium sudeticum Tausch) – gatunek rośliny należący do rodziny marzanowatych.

## Rozmieszczenie geograficzne
Endemit Masywu Czeskiego. W Polsce występuje tylko na dwóch stanowiskach, położonych w Karkonoszach: Mały Śnieżny Kocioł i Kocioł Małego Stawu.

## Morfologia
ŁodygaCienka, naga, czterokanciasta, w dole rozgałęziona, do 25 cm wysokości. Środkowe międzywęźla 1,5-2 razy dłuższe od liści.
LiścieZebrane po 6-8 w okółku. Ciemnozielone, odwrotnie jajowate, ostro zakończone, do 2 cm długości.
KwiatyBiałe, o średnicy 4-4,5 mm, zebrane w szczytowe kwiatostany.

## Biologia i ekologia
Bylina, oreofit. Rośnie na odsłoniętych skałach w kotłach polodowcowych. Kwitnie w lipcu i sierpniu. Liczba chromosomów 2n=44. 

## Zagrożenia i ochrona
Gatunek objęty w Polsce ścisłą ochroną.
Kategorie zagrożenia:
- Kategoria zagrożenia w Polsce według Czerwonej listy roślin i grzybów Polski (2006)[5]: R (rzadki); 2016: EN (zagrożony)[6]
- Kategoria zagrożenia w Polsce według Polskiej czerwonej księgi roślin[7]: CR (critical, krytycznie zagrożony)